# Clinique de La Borde
Pour les articles homonymes, voir La Borde.
 (mai 2013).
La clinique de Cour-Cheverny, dite clinique de La Borde, est un établissement psychiatrique situé à Cour-Cheverny dans le département de Loir-et-Cher. Il est fondé en 1953 par le Dr Jean Oury qui l'a dirigé jusqu'à sa mort en 2014. Pendant cette période, Jean Oury a fortement contribué, à partir de sa pratique à La Borde, à développer la psychothérapie institutionnelle. Ce lieu continue à recevoir des patients selon les mêmes principes et il est considéré comme une référence dans ce domaine.

## Éléments historiques

### La création de La Borde en 1953
Jean Oury a raconté lui-même dans un entretien donné au journal Libération, les circonstances de la création de La Borde. Il dirigeait alors une autre clinique psychiatrique dans le même département. L'administration de l'établissement refusant de faire les travaux qui s'imposaient dans ce lieu, il décide de partir avec trente-trois malades, les sept restant n'étant pas en état de marcher. Le groupe commence alors une vie errante :

« À dormir à droite, à gauche dans des hôtels. Trouvant quelques jours refuge dans une maternité. Puis sur les routes. Jean Oury et ses malades ont erré deux semaines. Les infirmiers avec lui. Et, le 3 avril, ils débarquent dans le vieux château en ruine de La Borde. »

Les débuts sont particulièrement difficiles car l'équipe manque de ressources matérielles.
Pour échapper au statut de clinique privée de luxe, Oury demande d'emblée que l'établissement soit agréé par la Sécurité sociale, ce qui est obtenu en juin. Les démarches sont également entreprises auprès de l'aide sociale de la SNCF, et autres grands organismes subventionneurs pour permettre aux patients de toutes les catégories sociales d'être pris en charge. Ces démarches se concrétisent dans la mesure où l'activité de Jean Oury dans le département a déjà été reconnue. Un agrément pour 29 lits lui est bientôt accordé alors que 30 patients sont déjà pris en charge[réf. souhaitée].
En appliquant complètement les principes de la psychothérapie institutionnelle, les patients et les soignants se constituent en commissions chargées des divers aspects matériels de la vie collective.

### L'effervescence de la période 1963-1965
Jean Oury investit de sa personne et de ce qu'il a dans la Clinique de la La Borde, lieu d'ouverture d'esprit et d'accueil pour tous et notamment des confrères humanistes psychiatries comme philosophe ou tout à chacun pouvait y venir participer à la vie commune. La clinique est un lieu refuge de l'être vulnérable mais aussi abandonnée, parfois pour obtenir une dispense de service militaire, 
Il y fait venir Jean-Louis Peninou ou encore Pierre Goldman et ses amis Marc Kravetz et Michel Butel. C'est ce dernier qui est venu le premier, en mars 1963, faisant venir ensuite les autres, car sa sœur avait besoin d'un traitement adapté, qui lui a conseillé le médecin psychiatre Jean-Claude Polack, candidat malheureux à la présidence de l'UNEF où il dirigeait la section "Medecine", qui de son côté avait passé deux ans, de 12 à 14 ans, à la clinique psychopédagogique de Saint-Maximin (Oise). Pierre Goldman restera ami avec Félix Guattari. C'est en sortant de son domicile qu'il sera arrêté par la police en avril 1979 et Félix Guattari rejoindra son comité de soutien en 1975.

### La perquisition de 1979
Le 23 novembre 1979 apporte la surprise d'une perquisition à la clinique La Borde, où séjournent une centaine de pensionnaires, par un "commando de policiers", ce qui fait les gros titre du Monde et de L'Aurore. Contestée pendant des semaines, la perquisition s'effectue dans le cadre de l'instruction sur l'enlèvement de l'homme d'affaires sarthois Henri Lelièvre en juin 1979. Les enquêteurs cherchent des indices du passage d'un ex truand, Charlie Bauer, soupçonné de complicité avec Jacques Mesrine mais qui en sera acquitté lors de son procès.
Une perquisition a eu lieu aussi au domicile parisien de l'animateur de la clinique, Félix Guattari, qui s'était intéressé au cas de Bauer en conséquence de son engagement contre les QHS. Il explique aux policiers que Pierre Goldman lui avait demandé, en 1976, juste avant sa libération, de bien vouloir s'occuper du reclassement de son codétenu, qui attendait d'être libéré lui aussi après une quinzaine d'années de détention pour des vols sans effusion de sang. Guattari avait ensuite rencontré Bauer une fois, le 25 avril 1977, à Paris, par un rendez-vous sous le contrôle d'un juge d'application des peines, après l'avoir recommandé, sans le connaître, aux éditions Encres, qui ont ensuite engagé Bauer à temps partiel, de juillet à novembre 1978, comme représentant en librairie et lecteur de manuscrits. Six semaines après, Guattari proteste contre cette opération dans un portrait que lui consacre Le Monde.

### La Borde auXXIesiècle
La clinique de La Borde a été dirigée par Jean Oury jusqu'à sa mort en 2014. Sa capacité d'accueil est de 107 lits et elle comporte une structure dite hôpital de jour de 15 places[Quand ?].
La Borde est connue pour ses pièces de théâtre montées tous les étés aussi bien par des pensionnaires que par des soignants. Nicolas Philibert en a fait un film intitulé La Moindre des choses, sorti en salles en mars 1997.
Une séance de projections consacrée à La Borde, en présence de Jean-Claude Polack (psychiatre et psychanalyste et directeur de publication de la revue de schizo-analyse Chimères) et du réalisateur François Pain a été organisée le 14 janvier 2009 au cinéma Le Méliès de Montreuil par la structure de programmation de films Le peuple qui manque.

## Un lieu exemplaire de psychothérapie institutionnelle
En accord avec ces principes La Borde fonctionne dès sa fondation sur la création de commissions où, ensemble, soignants et patients prennent en charge les problèmes matériels et décisionnels concernant le lieu de soin.
Selon les principes de la psychothérapie institutionnelle, cette prise en charge commune a des effets thérapeutiques car les patients voient leur activité psychique déportée sur d'autres problèmes que leur mal de vivre et les échanges dans les commissions favorisent la réinsertion sociale, l'apprentissage de la vie en commun, l'acceptation de l'autre, l'apprentissage de la frustration. Fondée sur les principes des communautés thérapeutiques qui accueillent des personnes souffrant de troubles psychotiques et s'étaient développées autour des années 1940, à la suite de travaux montrant les effets iatrogènes des institutions psychiatriques classiques, des institutions comme celles de Chestnut Lodge aux États-Unis ou de la Tavistock Clinic à Londres ont pris leur essor. Ce sont de petites structures d’accueil travaillant le milieu selon différentes approches psychanalytiques et sociothérapeutiques (partage de la fonction soignante, démocratisation, circulation de la parole, permissivité…).
La Borde attire des visiteurs venant rencontrer le psychanalyste et philosophe Félix Guattari qui y a travaillé toute sa vie, l'instituteur et éducateur Fernand Deligny qui est parti pour les Cévennes vivre avec des enfants autistes, le premier enfant qu'il a accompagné était un enfant autiste soigné à la Borde, les médecins Claude Jeangirard fondateur de la clinique de La Chesnaie, et René Bidault fondateur de la clinique de Freschines.

## Filmographie
- René Laloux, Les Dents du singe, 1960.
- Igor Barrère, La Borde ou le droit à la folie, 1977  — « La Borde ou le droit à la folie est une lumineuse balade à la clinique La Borde, qui nous mène à la rencontre des malades, de Jean Oury ou de Guattari et d’une vie collective en train de s’inventer. Des réunions de parole, autour du film en train de se faire, le temps qui coule, une certaine forme de douceur, l’utopie palpable ordonnent la mise en scène du film. »[14]
- Joséphine Guattari et François Pain, Min Tanaka à la Borde, Distribution Le peuple qui manque, 1986.
- Nicolas Philibert, La Moindre des choses, 1996 ; Éditions Montparnasse, 2002. Editions Blaq Out, 2018.
- Nicolas Philibert, L'Invisible, 2002 (Entretien avec Jean Oury). Editions Blaq Out, 2018.
- Catherine Vallon, Un petit peuple qui va là-bas, Perspective Films, 2018
- Nazim Djémaï, A peine ombre, 2012, (Prix Georges de Beauregard National au Festival international de cinéma de Marseille 2012).
- Anaëlle Godard, Au jour le jour, à la nuit la nuit, Abacaris Films, 2016.
- Jean René de Fleurieu, Image de Richard Leacock, Paris Félix et Joséphine, 1991.

## Théâtre
- La Brande (ARRIÈRE-PAYS DES INSENSÉ·ES), Pièce de théâtre mise en scène Alice Vannier, Cie Courir à la catastrophe, 2022[15].

## Émissions radiophoniques
- « La Clinique La Borde et la psychothérapie institutionnelle », avec Antoine Pelissolo, psychiatre, émission de Fabrice Drouelle, Affaires Sensibles, France Inter, 19 mars 2019, 54 min[16].
- " La Borde : une clinique psychiatrique toujours hors-norme" Sur les docks - 1ère diffusion 10 Avril 2014 sur France Culture - Ecouter l'émission